# حصن الخابورة
 حـــــصن الخابورة يقع في ولاية الخابورة بسلطنة عمان. 
يقع في حلة الحصن بولاية الخابورة وهي ولاية ساحلية صغيرة تقع قرب مصب وادي الحواسنة أما حصنها فيقع بجوار المدرسة. وتبعد ولاية الخابورة عن محافظة مسقط حوالي 170 كيلومتر تجاورها من جهة الغرب ولاية صحم .